# USS H-3 (SS-30)
USS H-3 (SS-30) (izvorno USS Garfish) bila je treća američka podmornica klase H.

## Povijest
Kobilica je položena 3. travnja 1911. u brodogradilištu Moran Brothers Co u Seattleu, Washington. Porinuta je 3. srpnja 1913. i u operativnu uporabu primljena 16. siječnja 1914.

### Operativna uporaba
Nakon ulaska u službu, zajedno s USS H-1 i USS H-2 često je izvodila vježbe na potezu od Washingtona do Kalifornije. Tijekom manevara na sjevernoj obali Kalifornije, u jutro 16. prosinca 1916., nasukala se pješčani sprud. Izvučena je tek nakon mjesec dana i to uz pomoć civilne tvrtke za spašavanje.
Iz operative povučena je 4. veljače 1917. kako bi mogla biti podvrgnuta potrebnim popravcima. Ponovno je stavljena u službu 20. travnja iste godine. Po povratku u San Pedro plovila je kao zapovjedni brod podmorničarske divizije 7.
14. rujna 1922. došla je u Hampton Roads gdje je 23. listopada povučena iz operativne uporabe. Iz flotnog popisa izbrisana je 18. prosinca 1930. i razrezana 14. rujna 1931.